# Hermann Reindl
Hermann Reindl (* 9. Februar 1955 in Fischbach) ist ein österreichischer Gendarmeriebeamter und Politiker (FPÖ). Reindl war von 1999 bis 2002 Abgeordneter zum Nationalrat.

## Ausbildung und Beruf
Reindl besuchte von 1962 bis 1966 die Volksschule in Fischbach und von 1966 bis 1970 die Hauptschule in Birkfeld. Er wechselte danach bis 1973 an das musisch-pädagogische Realgymnasium in Kindberg und begann 1970 eine Lehre als Kellner, die er 1976 abschloss. Reindl leistete zwischen 1976 und 1977 seinen Präsenzdienst ab und absolvierte von 1978 bis 1980 die Grundausbildung für Wachebeamte in Graz. Zwischen 1985 und 1986 besuchte er die Grundausbildung für dienstführende Wachebeamte in Mödling. 
Reindl arbeitete von 1973 bis 1976 als Kellner und ist seit 1978 Gendarmeriebeamter. Er ist Dienststellenleiter der Grenzkontrollstelle am Flughafen Graz-Thalerhof. 

## Politik
Reindl war Mitgründer der FPÖ-Ortsgruppe in Fischbach und ist seit 1990 Gemeinderat. 2005 wurde er Vizebürgermeister.
Reindl beteiligte sich 1990 an der Gründung der Aktionsgemeinschaft Unabhängiger und Freiheitlicher (AUF) in der Steiermark und war 1998 Gründungsmitglied der Freiheitlichen Exekutivgewerkschaft. 
Reindl wurde 1990 zum Bezirksobmannstellvertreter und in die Landesparteileitung Steiermark gewählt. Ab 1996 war er Mitglied der Bundesparteileitung und ab 1998 Mitglied des Landesparteivorstands. Ab 2001 war Reindl zudem Landesparteiobmannstellvertreter und Obmann des Verbandes Freiheitlicher Gemeinderäte in der Steiermark. 2003 wurde er zum Bezirksparteiobmann des Bezirks Weiz gewählt. 
Reindl war vom 29. Oktober 1999 bis 19. Dezember 2002 Abgeordneter zum Nationalrat. 

## Auszeichnungen
- 2023: Goldenes Ehrenzeichen des Landes Steiermark[1]

## Privates
Reindl wurde 1955 als Sohn eines Forstarbeiters und einer Hausfrau als ältestes von drei Kindern geboren. Reindl ist seit 1985 geschieden.